# Carios echimys
Carios echimys är en fästingart som beskrevs av Kohls, Clifford och Jones 1969. Carios echimys ingår i släktet Carios och familjen mjuka fästingar. Inga underarter finns listade.